# Frank Siebeck
Frank Siebeck (República Democrática Alemana, 17 de agosto de 1949) fue un atleta alemán especializado en la prueba de 110 m vallas, en la que consiguió ser campeón europeo en 1971.

## Carrera deportiva
En el Campeonato Europeo de Atletismo de 1971 ganó la medalla de oro en los 110 m vallas, con un tiempo de 14.00 segundos, llegando a meta por delante del británico Alan Pascoe y del checoslovaco Lubomír Nádeníček (bronce con 14.30 segundos).